# Halticopterella nigriflagellum
Halticopterella nigriflagellum is een vliesvleugelig insect uit de familie Pteromalidae. De wetenschappelijke naam is voor het eerst geldig gepubliceerd in 1915 door Girault.